# Horst Stäcker
Horst Stäcker (* 28. April 1931 in Bremen; † 13. Mai 2015 in Bremen) war ein deutscher Politiker (SPD) und Mitglied der Bremischen Bürgerschaft.

## Biografie
Stäcker war als Geschäftsführer in Bremen tätig.
Er war ab 1986 bis zu seinem Ruhestand Geschäftsführer der Bremer Lotto-Toto GmbH.

### Politik
Stäcker war seit den 1950er Jahren Mitglied der SPD. Er war unter anderem Vorsitzender und Mitglied im Vorstand des SPD-Ortsvereins Woltmershausen und langjährig Unterbezirks- und Landesdelegierter in der Partei.
Stäcker war Mitglied im Beirat des Stadtteils Bremen-Woltmershausen.
Von 1963 bis zum 31. März 1986 war er 23 Jahre lang Mitglied der Bremischen Bürgerschaft und in zahlreichen Deputationen (u. a. Inneres, Finanzen) und Ausschüssen der Bürgerschaft tätig. Von 1967 bis 1971 war er Stellvertretender Fraktionsvorsitzender, von 1971 bis 1979 Vorsitzender bzw. Stellvertretender Vorsitzender des Petitionsausschusses und von 1979 bis 1983 Vorsitzender des Rechnungsprüfungsausschusses.

Die Entwicklung des Wohngebietes Im Langen Brink in Woltmershausen hat er als Kommunalpolitiker begleitet.

### Weitere Mitgliedschaften
Stäcker war in der Arbeiterwohlfahrt in Bremen in verschiedenen Funktionen aktiv, u. a. ab 1985 als Kreis- und Landesgeschäftsführer.

## Werke
- Arbeiterwohlfahrt 1920–1980: 60 Jahre soziale Arbeit. Hg.: AWO Landesverband Bremen, Bremen 1980.